# Мейжурі (Огайо)
Мейжурі (англ. Masury) — переписна місцевість (CDP) в США, в окрузі Трамбалл штату Огайо. Населення — 2001 особа (2020).

## Географія
Мейжурі розташоване за координатами 41°12′31″ пн. ш. 80°32′13″ зх. д. / 41.20861° пн. ш. 80.53694° зх. д. (41.208480, -80.536960).  За даними Бюро перепису населення США в 2010 році переписна місцевість мала площу 8,97 км², з яких 8,86 км² — суходіл та 0,10 км² — водойми.

## Демографія
Згідно з переписом 2010 року, у переписній місцевості мешкали 2064 особи в 896 домогосподарствах у складі 572 родин. Густота населення становила 230 осіб/км².  Було 1025 помешкань (114/км²).
Расовий склад населення:
| - 96,5 % — білих - 2,0 % — чорних або афроамериканців |

До двох чи більше рас належало 1,0 %. Частка іспаномовних становила 1,4 % від усіх жителів.
За віковим діапазоном населення розподілялося таким чином: 20,2 % — особи молодші 18 років, 62,6 % — особи у віці 18—64 років, 17,2 % — особи у віці 65 років та старші. Медіана віку мешканця становила 44,0 року. На 100 осіб жіночої статі у переписній місцевості припадало 96,8 чоловіків;  на 100 жінок у віці від 18 років та старших — 97,8 чоловіків також старших 18 років.
Середній дохід на одне домашнє господарство  становив 54 272 долари США (медіана — 42 813), а середній дохід на одну сім'ю — 64 513 долари (медіана — 52 401). Медіана доходів становила 36 321 долар для чоловіків та 24 353 долари для жінок. За межею бідності перебувало 14,5 % осіб, у тому числі 29,9 % дітей у віці до 18 років та 2,8 % осіб у віці 65 років та старших.
Цивільне працевлаштоване населення становило 1050 осіб. Основні галузі зайнятості: освіта, охорона здоров'я та соціальна допомога — 17,0 %, роздрібна торгівля — 13,2 %, фінанси, страхування та нерухомість — 11,6 %, виробництво — 11,3 %.